# Azérat
Azérat település Franciaországban, Haute-Loire megyében. Lakosainak száma 294 fő (2022. január 1.). Azérat Agnat, Auzon, Cohade, Lamothe, Saint-Hilaire és Vergongheon községekkel határos.

## Népesség
A település népességének változása:
| Lakosok száma | 252  | 240  | 285  | 266  | 266  | 262  | 273  | 282  | 287  | 294  |
|               | 1968 | 1982 | 1990 | 2006 | 2013 | 2015 | 2017 | 2019 | 2020 | 2022 |